# Valdeolmos-Alalpardo
Valdeolmos-Alalpardo es un municipio español del noreste de la Comunidad de Madrid. Tiene una superficie de 26,81 km² y una población de 4568 habitantes (INE 2024). Incluye las unidades poblacionales de Valdeolmos, Alalpardo y Miraval.

## Toponimia

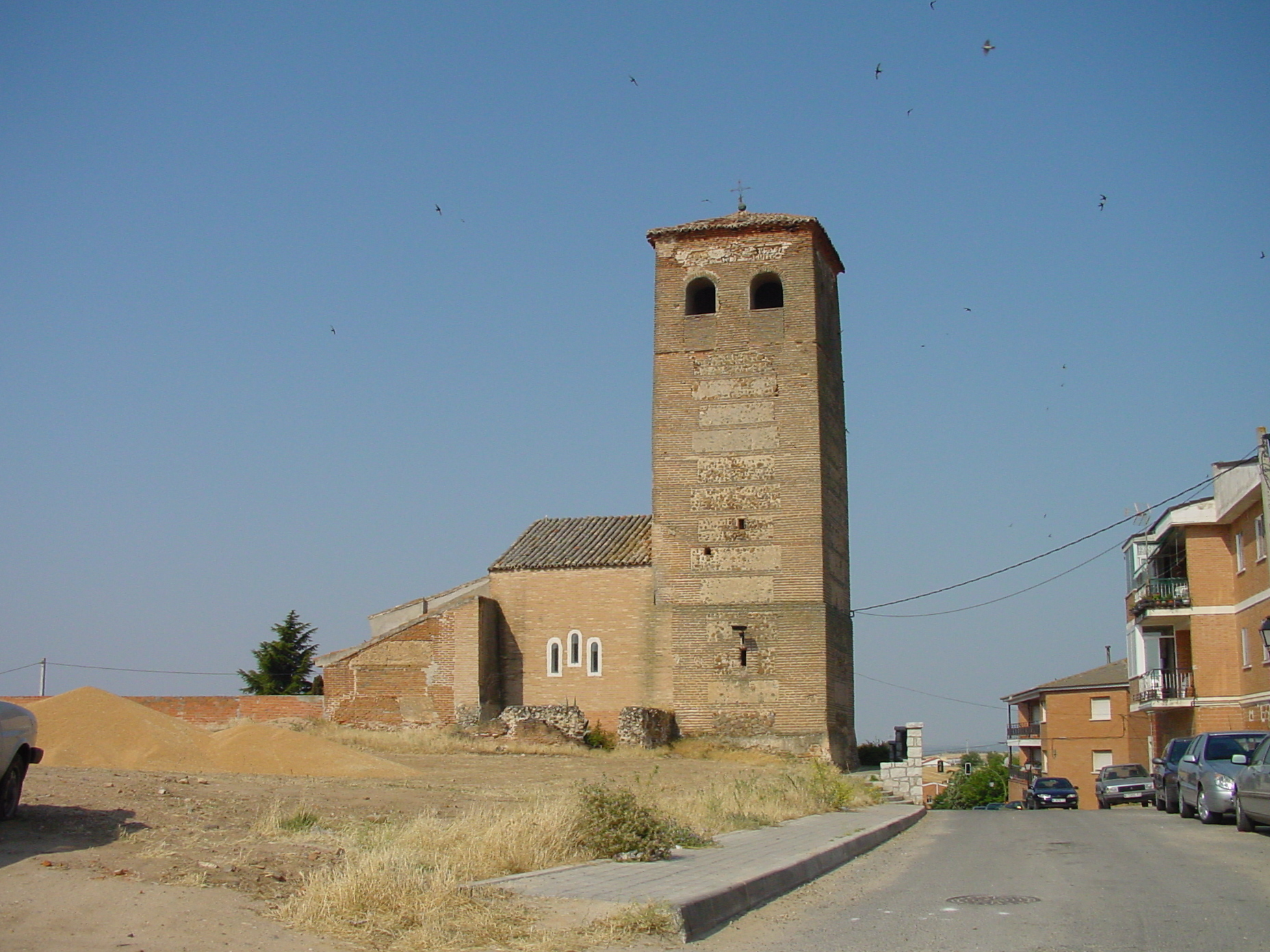
Vista de la iglesia de Valdeolmos

En cuanto a Valdeolmos, no ofrece ninguna duda, el nombre es de procedencia castellana, y procede de la corrupción de la expresión Valle de Olmos, en clara referencia a su situación física, entre los arroyos El Casar y Calderón y con gran abundancia de olmos. El nombre de Alalpardo es de procedencia árabe, y obedecería a la denominación Aldea el Pardo, utilizada durante los siglos XVI y XVII y que vendría a significar: población pequeña en tierra de labranza de color oscuro.

## Fauna y flora
En Valdeolmos-Alalpardo se puede avistar diferentes especies de mamíferos, por ejemplo, corzos (en las dehesas), zorros, ratones, topillos, conejos, liebres, jabalíes, etc. También se puede observar una gran variedad de aves tales como codornices, perdices, avutardas, mirlos, palomas torcaces y diferentes tipos de aves rapaces.
En los prados y cunetas hallamos la amapola roja, el tomillo, el amarillo jumarago, la zarza, la retama y el espino.

## Geografía
El término municipal incluye las unidades poblacionales de Valdeolmos, Alalpardo y Miraval, una urbanización también conocida como La Paloma.
Condicionado por la fisonomía geológica sobre la que se asienta, una penillanura a una altitud de 685 m sobre el nivel del mar, y con cerros testigos como: El Gallinero (697 m), Las Cabezas (701 m), Santa María (791 m), cerro Negro (799 m), El Cochino (792 m) y Cuesta Sierra (815 m), techo del municipio.

## Demografía
Cuenta con una población de 4568 habitantes (INE 2024).
| Gráfica de evolución demográfica de Valdeolmos-Alalpardo entre 1842 y 2021 |
| |
| Población de derecho según los censos de población del INE Población de hecho según los censos de población del INEEn estos censos se denominaba Valdeolmos: 1842, 1857, 1860, 1877, 1887, 1897, 1900, 1910, 1920, 1930, 1940, 1950, 1960, 1970, 1981 y 1991 Entre el censo de 1857 y el anterior, crece el término del municipio porque incorpora a 285000 (Alalpardo) |

## Comunicaciones

### Transporte público
Al municipio llegan dos líneas de autobús, partiendo una de ellas desde el Intercambiador de Plaza de Castilla, en Madrid.
| Línea | Recorrido                                        |
| ----- | ------------------------------------------------ |
| 182   | Madrid (Plaza de Castilla) – Algete - Valdeolmos |
| 254   | Valdeolmos / Fuente el Saz – Alcalá de Henares   |